# Едуард Стетиниус
Едуард Рейли Стетиниус-младши (на английски: Edward Reilly Stettinius, Jr.) е американски промишлен магнат, заемал поста държавен секретар на САЩ по времето на президентите Франклин Рузвелт и Хари Труман.

## Биография
Роден е в Чикаго в семейството на финансиста Едуард Стетиниус-старши, партньор на Джон Пирпонт Морган. Завършва училището Помфрет през 1920 г. и университета на Вирджиния през 1924 г. Започва работа в General Motors, като през 1926 г. става помощник на вицепрезидента, а през 1931 г. сам става вицепрезидент на компанията. През 1934 г. става председател на финансовата комисия на U.S. Steel Corporation, а през 1938 г. – председател на съвета.
Работи в администрацията на Рузвелт в промишления съвет на администрацията по национално възстановяване през 1933 г., в съвета за военни суровини през 1939 г. и администратор на програмата Заем-наем в периода 1941 – 1943 г. След това е назначен за заместник на държавния секретар на САЩ. През 1944 г. заема поста държавен секретар на САЩ след оттегляне по болест на предшественика му Кордел Хъл.
Участва в създаването на ООН. На 25 април 1945 г. в Сан Франциско открива първото заседание на организацията. В речта си посочва условията, от които зависи мира: съвместни действия на миролюбивите държави, притежаващи военна и промишлена мощ срещу агресията, уважение към основните човешки права, разрешаване на онези проблеми, от които зависят сигурността, икономическото и социалното развитие на народите. Завършва с думите, че народите „обичат мира и свободата достатъчно силно – толкова, че да са готови да се сражават за тях“.
Отказва се от поста на държавен секретар, за да стане първият посланик на САЩ в ООН. Умира от сърдечен пристъп през 1949 г.

## Е. Стетиниус и България
В противовес на позициите на Коминтерна в циркулярно писмо 868.014/26 декември 1944 г. той пише: „Правителството на САЩ смята говоренето за някаква македонска „нация“, „македонско отечество“ и македонско „национално самосъзнание“ за безпочвена демагогия, която не представлява никаква етническа или политическа реалност.“